# Agnes J. Quirk
Agnes J. Quirk (1884 - 1974) est une bactériologiste, phytopathologiste et inventrice américaine. Elle supervise la culture des bactéries au Laboratoire de phytopathologie du Bureau de l'industrie végétale du département de l'Agriculture des États-Unis. Elle obtient un brevet pour la production de moisissure et de gelée de pénicilline en 1952.

## Biographie et carrière
En 1901, elle devient l'assistante du pathologiste en chef du Laboratory of Plant Pathology au Bureau of Plant Industry de l'USDA, Erwin Frink Smith, qui est « fier de son bilan en matière de nomination de femmes au sein du département »,,.
Les recherches d'Agnes Quirk se concentrent sur les phénomènes d'oxydation de la bile de la couronne et sur les milieux de culture utilisés dans les analyses pathogènes, aux côtés de Nellie A. Brown. Ses titres de poste initiaux au laboratoire consistent en « aide de laboratoire » et « assistant scientifique ». Alors qu'elle est aide de laboratoire, Quirk a trois assistants qui l'aident à préparer les milieux de culture. Elle invente également un nouvel appareil permettant de mesurer les quantités de milieux avec plus de précision et sans entonnoir.
En 1923, elle travaille avec Edna H. Fawcett pour publier un article sur la concentration en ions hydrogène dans les milieux de culture. Leurs recherches conjointes portaient sur « Les plages approximatives de croissance (acide-alcaline) de plus de 24 bactéries pathogènes pour les plantes ».
De 1928 à 1948, Agnes Quirk est le chef du laboratoire. Lors du symposium sur la dissociation bactérienne et les cycles de vie de la Society of American Bacteriologists, Quirk présente A Five-fold Technic for Producing the Filterable Form of Bacillus phytophthorus, démontrant ainsi ses compétences en bactériologie. En tant que bactériologiste expérimentée, Quirk partage différentes techniques de culture, comme une formule pour la gélose de pomme de terre et un nouveau milieu de culture.

## Publications (sélection)
- Agnes Quirk, A.J. & Fawcett, E. H. (1923). Hydrogen-ion concentration vs. titratable acidity in culture mediums[7].
- Agnes Quirk, A.J. & Smith, E.F. (1926). A Begonia Immune to Crowngall : With Observations on other Immune or Semi-Immune Plants[12]
- Brown, N. A., & Agnes Quirk, A. J. (1929). Influence of bacteriophage on Bacterium tumefaciens, and some potential studies of filtrates.
- Agnes Quirk, A.J. (1931). Pure Smooth and Rough Colony Types at Will - Science Vol. 74 Friday, November 6, 1931, No. 1923
- Agnes Quirk, A.J. (1934). The Correlation of Animal and Plant Bacterial Behavior and Imposed Culture Aledium Environment. Journal of Bacteriology 1934 (J. Bacteriol. 1934, 27(1):22.)[7]